# Эллиотт, Джо
Джозеф Томас «Джо» Эллиотт (англ. Joseph Thomas „Joe“ Elliott; 1 августа 1959, Шеффилд, Саут-Йоркшир) — британский певец, музыкант и автор песен, наиболее известен как вокалист британской рок-группы Def Leppard. Также, в настоящее время он играет в Down 'n' Outz кавер-группе исполняющей произведения Mott the Hoople. Джо является одним из двух оригинальных музыкантов в нынешнем составе Def Leppard и одним из трех участников, игравших на каждом альбоме этой группы.

## Биография

### Def Leppard
Эллиотт родился в Шеффилде, Саут-Йоркшир и получил образование в школе имени Короля Эдварда VII. Он встретил Пита Уиллиса, члена местной группы под названием Atomic Mass, в ноябре 1977, когда опоздал на автобус. Узнав, что они оба были музыкантами, Эллиотт познакомился с остальными участниками группы и прошёл прослушивание. Он признался, что это была самая лучшая вещь, которую он когда-либо делал в своей жизни. Группа была впечатлена его вокальными данными и пригласила войти в свой состав. Музыканты даже поддержали предложение нового вокалиста, изменить название группы на «Deaf Leopard» (с англ. — «Глухой леопард»), которое позже было изменено на «Def Leppard», чтобы их не путали с многочисленными британскими панк-группами того времени, среди которых было популярно добавлять животное в название команды. Эллиотт также предположил, что намеренное неправильное написание будет частичной данью уважения к Led Zeppelin. Вскоре Эллиотт стал неотъемлемой частью группы, также внося свой вклад в написании песен.
Как автор песен, Эллиотт черпал вдохновение из своих эклектичных музыкальных вкусов (от поп-рока до фолка). Он также часто комментирует, что лирика к музыке «Def Leppard» почти никогда не является личной; песни призваны быть легкодоступными для слушателя. Кроме вокала, Эллиотт играет на акустической гитаре и барабанах, а также фортепиано и электронной клавиатуре.

### Другие проекты
Эллиотт работал с несколькими параллельными проектами во время своей карьеры. Он участвовал в многочисленных трибьютах другим музыкантам, таким как Фредди Меркьюри, Элис Купер, Мик Ронсон, Иэн Хантер и Дэвид Боуи. Эллиотт имел честь открывать основную часть Концерта памяти Фредди Меркьюри в 1992 году, присоединившись к остающимся членам Queen и гитаристу Слэшу, чтобы исполнить песню «Tie Your Mother Down».
Также Эллиотт участвовал в таких проектах, как «Slide on This» — сольном альбоме гитариста Rolling Stones Ронни Вуда, «Lori Spree’s Those Faces» — пластинке гитариста группы The Almighty Рики Уорвика; и других.

## Дискография

### С группой Def Leppard
- On Through the Night (1980)
- High 'n' Dry (1981)
- Pyromania (1983)
- Hysteria (1987)
- Adrenalize (1992)
- Retro Active (1993)
- Slang (1996)
- Euphoria (1999)
- X (2002)
- Yeah! (2006)
- Songs from the Sparkle Lounge (2008)
- Mirrorball: Live & More (2011)
- Viva! Hysteria — Live at the Joint, Las Vegas (2013)
- Def Leppard (2015)
- Diamond Star Halos (2022)

### С группой Down 'n' Outz
- My ReGeneration (2010)
- The Further Adventures Of... (2014)
- This Is How We Roll (2019)